# MZ SM/SX 125
La MZ SX 125 (versione enduro) e la MZ SM 125 (versione motard) sono due motociclette prodotte dalla casa motociclistica tedesca Motorradwerk Zschopau dal 2001 al 2008.

## Profilo e contesto

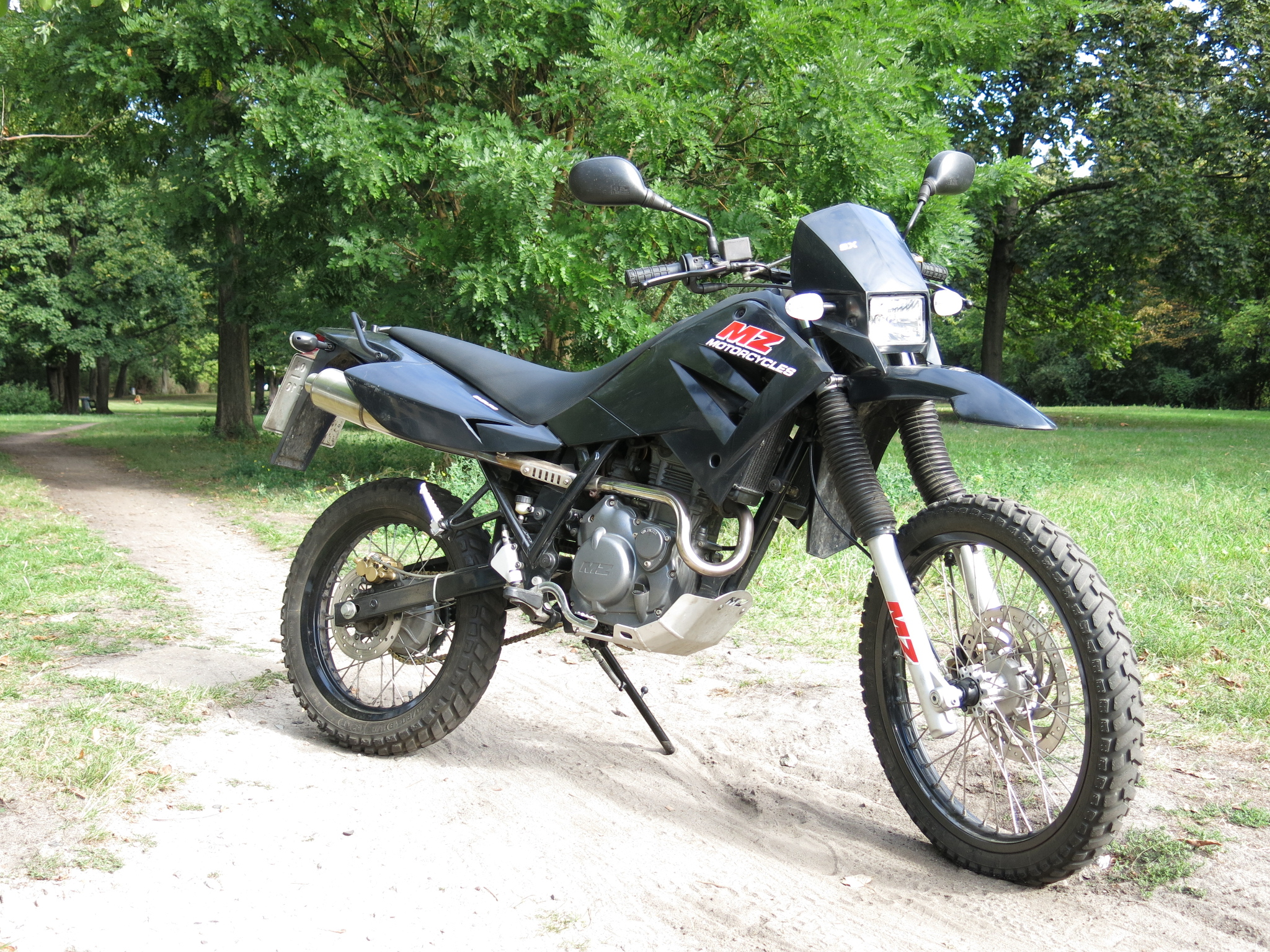
SX

La moto è spinta da un motore a quattro tempi monocilindrico in linea inclinato in avanti, raffreddato ad aria e dalla cilindrata di 124 cm³, con distribuzione a doppio albero a camme in testa (DOHC) a 4 valvole per cilindro, alimentato da un carburatore e abbinato sia con l'avviamento elettrico che a pedale. 
Le due moto, progettate da Peter Naumenn, sono tecnicamente e meccanicamente basate sulla MZ RT 125 che ha debuttato un anno prima; dalla SX, la prima a esordire, è stata in seguito derivata la SM.
La SX è una enduro, mentre la SM è una supermoto e si differenzia dalla SX principalmente per le ruote da 17", una trasmissione secondaria differente e l'altezza della sella più bassa di 30 millimetri. 
Sono state create due versioni speciali della SX: una nel 2004 per l'esercito francese realizzata in 504 esemplari dotate di paramani, un bauletto, un serbatoio aggiuntivo e una protezione del paramotore più robusta; l'altra denominata Fun X, variante per gli USA con sella monoposto, priva di frecce e fari.